# Samael
A Samael svájci indusztriális/black metal zenekar. 1987-ben alakultak meg Sion-ban. Samael a Talmudban egy jelentős arkangyal (főangyal) volt, róla kapták a nevüket. Korai albumaikon hagyományos black metalt játszottak, a "Rebellion" EP-vel kezdve azonban indusztriális metalt/szimfonikus black metalt/elektronikus metalt játszanak.
A zenekar 2004-es, 2007-es és 2009-es albumai felkerültek a francia slágerlistákra, a 145-ödik, 153-adik és 158-adik helyekre. Továbbá több albumuk is felkerült a svájci slágerlistákra.
A zenekar két alapító tagja, Vorph és Xy 2017-ben új együttest alapítottak, W.A.R. (Worship and Ritual) néven, amely alatt a régi black metal albumaikról játszanak dalokat.

## Tagok
Jelenlegi tagok
- Michael "Vorph" Locher – ének, gitár (1987–)
- Alexandre "Xytras" Locher – dob, dob programozás, billentyűk, sample (1988–)
- Thomas "Drop" Betrisey – gitár (2018–), basszusgitár (2015–2018)
- Ales Campanelli – basszusgitár (2020–)

Volt tagok
- Pat Charvet — dob (1987–1988)
- Rodolphe H. — billentyűk, sample (1993–1996)
- Kaos — gitár (1996–2002)
- Christophe "Mas" Mermod – basszusgitár (1991–2015)
- Marco "Makro" Rivao – gitár (2002–2018)
- Pierre "Zorrac" Carroz – basszusgitár (2018–2020)

## Stúdióalbumok
- Worship Him (1991)
- Blood Ritual (1992)
- Ceremony of Opposites (1994)
- Passage (1996)
- Eternal (1999)
- Reign of Light (2004)
- Era One (2006)
- Solar Soul (2007)
- Above (2009)
- Lux Mundi (2011)
- Hegemony (2017)